# Max Dessoir
Max Dessoir, född 8 februari 1867 i Berlin, död 19 juli 1947 i Königstein im Taunus, var en tysk filosof och konstteoretiker. Han var son till Ludwig Dessoir.
Dessoir blev professor i Berlin 1897. I Ästehtik und allgemeine Kunstwissenschaft (1906, 2:a upplagan 1923) gav Dessoir uttryck åt en väsentligen objektivistisk konståskådning och som utgivare av Zeitschrift für Ästhetik und allgemeine Kunstwissenschaft och genom att leda kongresser för estetik 1913 och 1924 befordrade han den estetiska forskningens förnyelse i Tyskland. Som psykolog visade Dessoir särskilt intresse för abnormtillstånd och det undermedvetna själslivet. Bland hans verk märks Das Doppel-Ich (1890, 3:e upplagan 1925), Vom Jenseits der Seele (1918, 5:e upplagan 1920), samt Vom Diesseits der Seele (1923). Dessoir påbörjade även en brett anlagd framställning av den tyska psykologins historia, Geschichte der neuren deutschen Psychologie (1897-1902).